# Желавкино (Островский район)
Желавкино — деревня в Бережанской волости Островского района Псковской области.
Расположена в 8 км к югу от центра города Остров.
Численность населения деревни по состоянию на 2000 год составляла 20 жителей.